# حرب الجبالي (مسلسل)
حرب الجبالي هو مسلسل تلفزيوني مصري عُرض في عام 2025، من بطولة أحمد رزق، سوسن بدر، رياض الخولي، صلاح عبد الله، فردوس عبد الحميد، من تأليف سماح الحريري، ومن إخراج محمد أسامة.

## قصة المسلسل
تدور أحداث المسلسل في إطار اجتماعي حول الحياة اليومية في حي الجمالية بمصر، حيث تتصاعد الصراعات بين عائلتين ذات نفوذ قوي، في رحلة للوصول إلى السلطة وفرض السيطرة داخل الحي.

## الممثلون
- أحمد رزق: حرب الجبالي
- سوسن بدر: أنهار
- رياض الخولي: سعيد الغرباوي
- صلاح عبدالله: عثمان الجبالي
- فردوس عبدالحميد: ملك
- إنتصار: زهرة
- هبة مجدي: ثريا
- أشرف عبدالغفور: الشيخ مصطفى
- أحمد خالد صالح: راشد الغرباوي
- نسرين أمين: أميرة
- لقاء سويدان: وداد
- منار عبد الحليم: نهى
- مدحت الخطيب: سامي
- سليم سليمان
- ياسر الطوبجي
- نادر جودة: د. إبراهيم
- دنيا المصري: حنان
- أحمد عزمي: شادي
- هايدي كابوه: بسنت
- هاجر عفيفي: شروق
- ريم أحمد: حبيبة
- أحمد الرافعي: يزن
- فاطمة الكاشف: فاطمة
- أحمد حسنين: ياسين
- محمد عبدالعظيم
- محمود السراج: رمسيس
- مفيد عاشور: والد ثريا
- أحمد سليم: مازن
- أحمد عبدالله
- عزة لبيب: والدة ثريا
- فتحي سالم: صالح
- أحمد حبشي
- حسن العدل